# 助川町
助川町（すけがわまち）は茨城県多賀郡にかつて存在した町である。なお、昭和初期に作成された資料には、すけ「か」わと書かれた物が存在する。 

## 地理
- 現在の日立市の中部に位置する。
- 村域は多賀山地の一部に位置し山がちな地形になっている。
- 村は太平洋に面している。

## 歴史

### 町域の変遷
- 1889年（明治22年）4月1日 - 町村制施行により、会瀬村・助川村が合併し多賀郡高鈴村（たかすずむら）が発足。
- 1925年（大正14年）1月1日 - 高鈴村が町制施行・改称し助川町となる。
- 1939年（昭和14年）9月1日 - 日立町と合併し日立市が発足。同日助川町廃止。

変遷表
| 1868年 以前 | 1868年 以前 | 明治22年 4月1日 | 大正14年 1月1日   | 昭和14年 9月1日 | 現在   |
| ----------- | ----------- | --------------- | ----------------- | --------------- | ------ |
|             | 会瀬村      | 高鈴村          | 助川町に 町制改称 | 日立市          | 日立市 |
|             | 助川村      | 高鈴村          | 助川町に 町制改称 | 日立市          | 日立市 |

## 大字
- 会瀬（おうせ）
- 助川（すけがわ）

## 人口・世帯

### 人口
総数 [単位： 人]
| 1891年（明治24年） | 2,830  |
| 1920年（大正 9年） | 8,401  |
| 1935年（昭和10年） | 22,158 |
| 1938年（昭和13年） | 30,937 |

### 世帯
総数 [単位： 世帯]
| 1920年（大正 9年） | 2,090 |
| 1935年（昭和10年） | 4,313 |
| 1938年（昭和13年） | 6,035 |

## 交通

### 鉄道
- 日本国有鉄道（ → 東日本旅客鉄道）
  - ■常磐線
    - 助川駅（ → 日立駅）

### 道路
- 一級国道
  - 国道6号（陸前浜街道）